# Cerveza Cristal (Cuba)

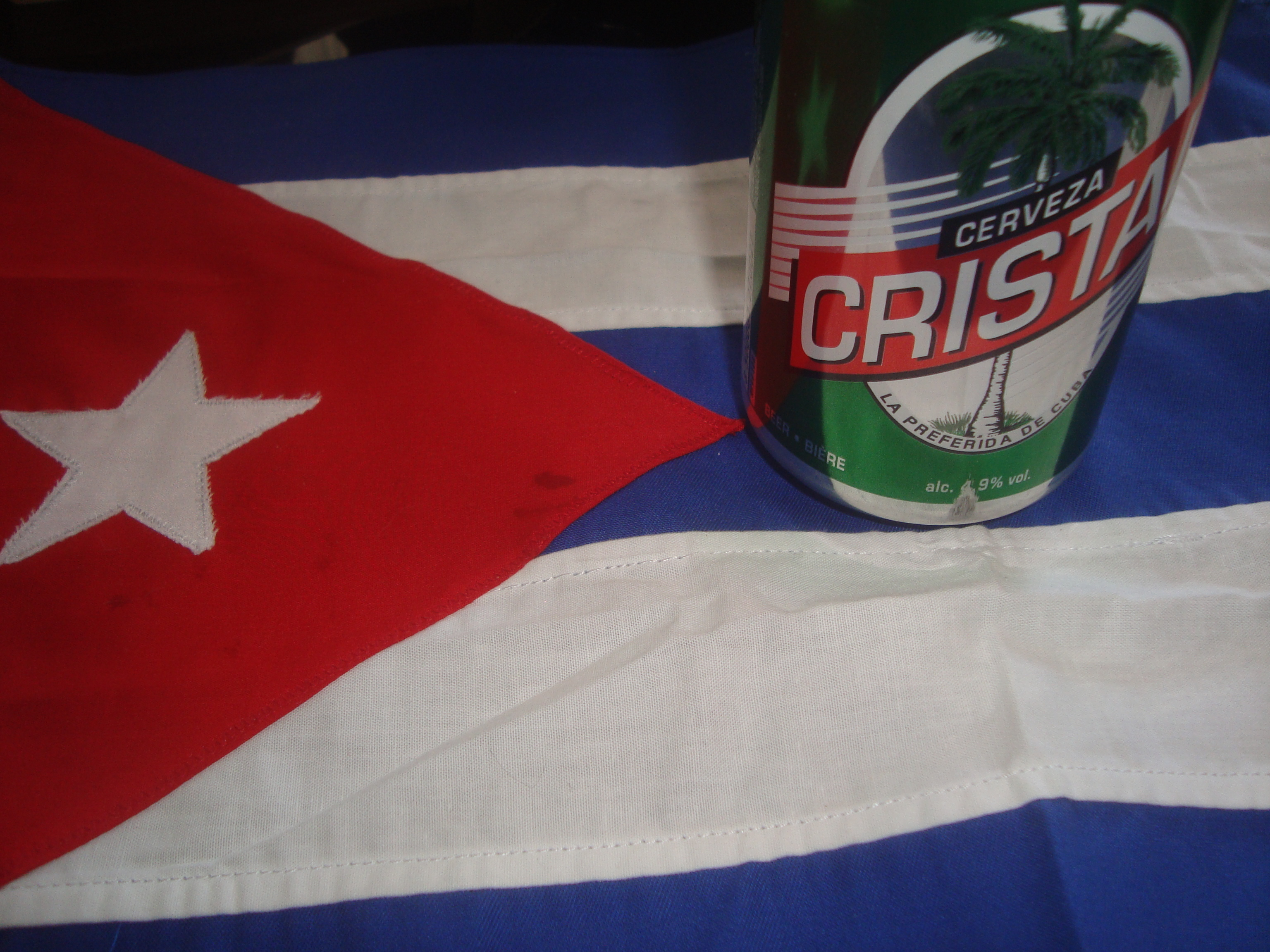
Cerveza Cristal (Cuba).

Cristal es una cerveza producida en Cuba desde 1888. Se fabrica en Holguín, en la región oriental del país por la Cervecería Bucanero S.A. Es de estilo pale lager.Es la cerveza más vendida del país, exportada en el extranjero bajo el nombre Palma Cristal.